# Bâtiment de la vieille gare de Valjevo
Le bâtiment de la vieille gare de Valjevo (en serbe cyrillique : Зграда Старе железничке станице у Ваљеву ; en serbe latin : Zgrada Stare železničke stanice u Valjevu) se trouve à Valjevo, dans le district de Kolubara en Serbie. Il est inscrit sur la liste des monuments culturels protégés de la république de Serbie (identifiant no SK 2031),,,.

## Présentation

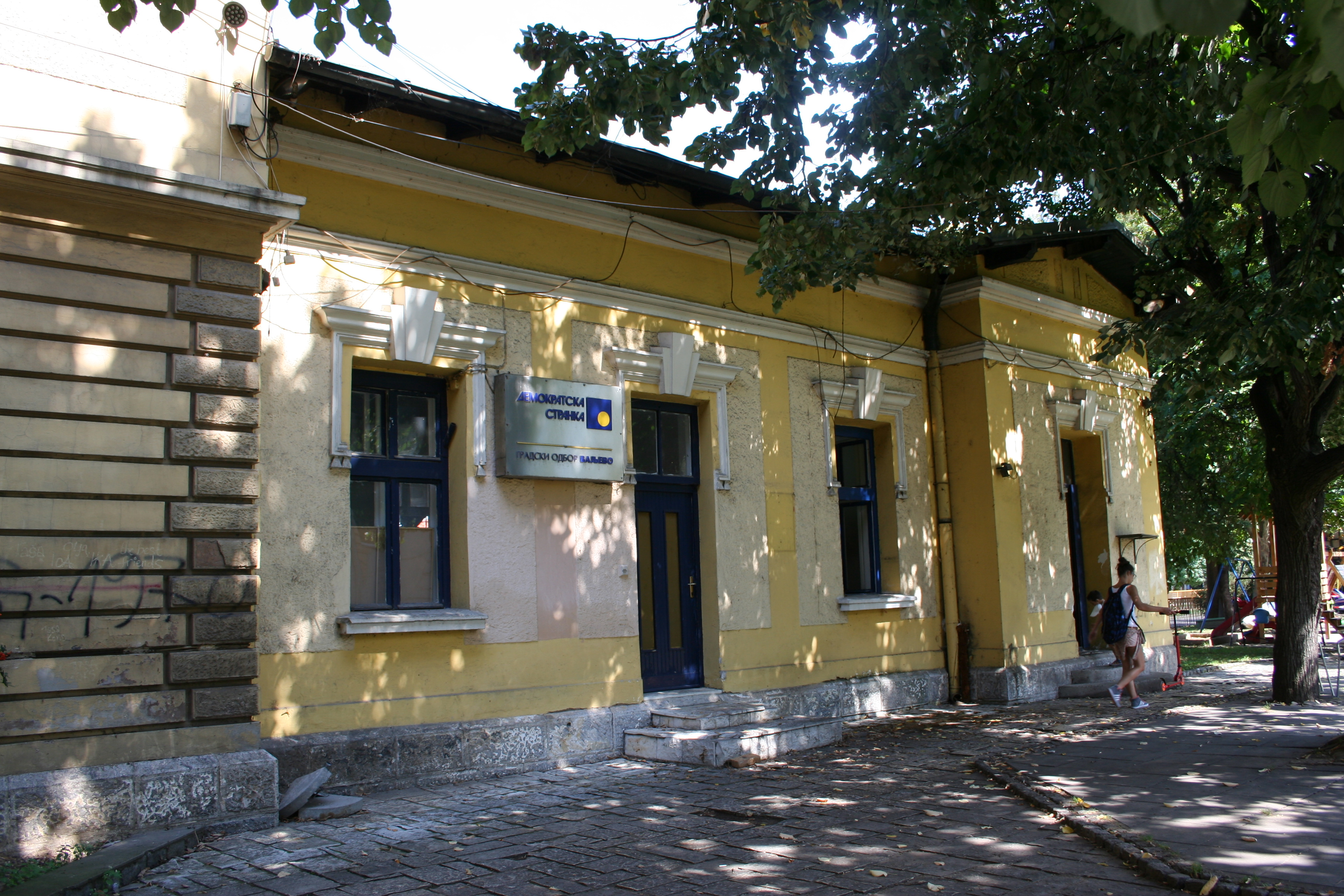
Autre vue de la gare.

La gare est située sur la vieille ligne Valjevo-Belgrade ; elle est entrée en fonction en 1908, au moment de l'ouverture de la ligne de chemin de fer Vavljevo-Zabrežje,.
Le bâtiment, de plan rectangulaire et de symétrique, est constitué d'un rez-de-chaussée et d'un étage, avec une avancée centrale sur les façades longitudinales nord et sud et une annexe au rez-de-chaussée du côté est ; les quatre façades sont dégagées en raison de sa position particulière en plein centre ville ; la partie nord de l'édifice est dotée de trois portes permettant l'accès au quai. Au sud, du côté qui donne sur la ville, se trouve le portail principal. L'ensemble est caractéristique du style éclectique,. Sur le plan de la décoration, le rez-de-chaussée est orné de rainures horizontales et les ouvertures sont surmontées d'une ornementation plastique ; les avancées sont surmontées d'un fronton triangulaire, tandis que les ailes se terminent chacune par un pignon. Les frontons tout comme les pignons sont dotés d'un oculus.
Bien qu'elle soit désaffectée la gare a conservé son apparence d'origine,.

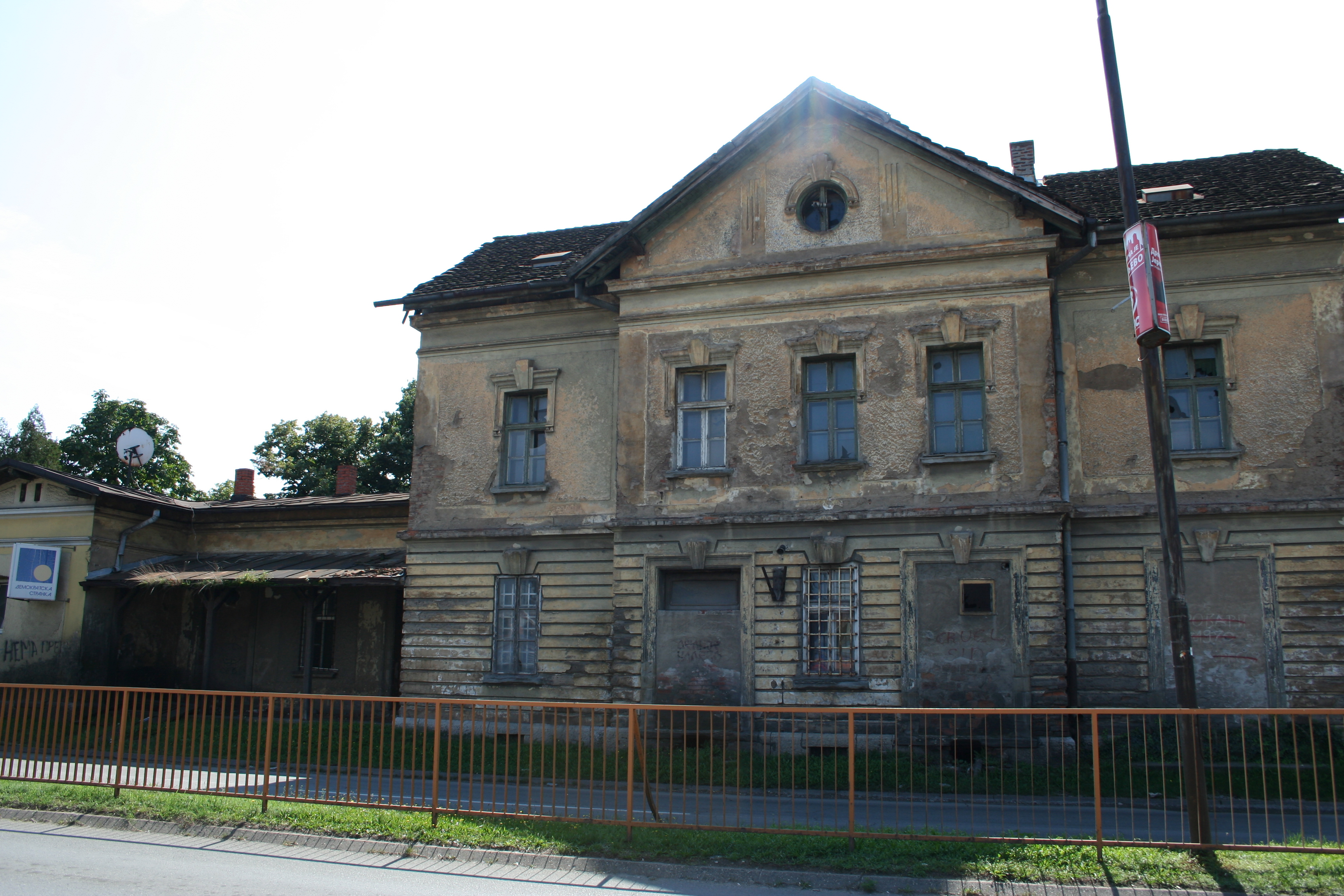
Vue de la gare.
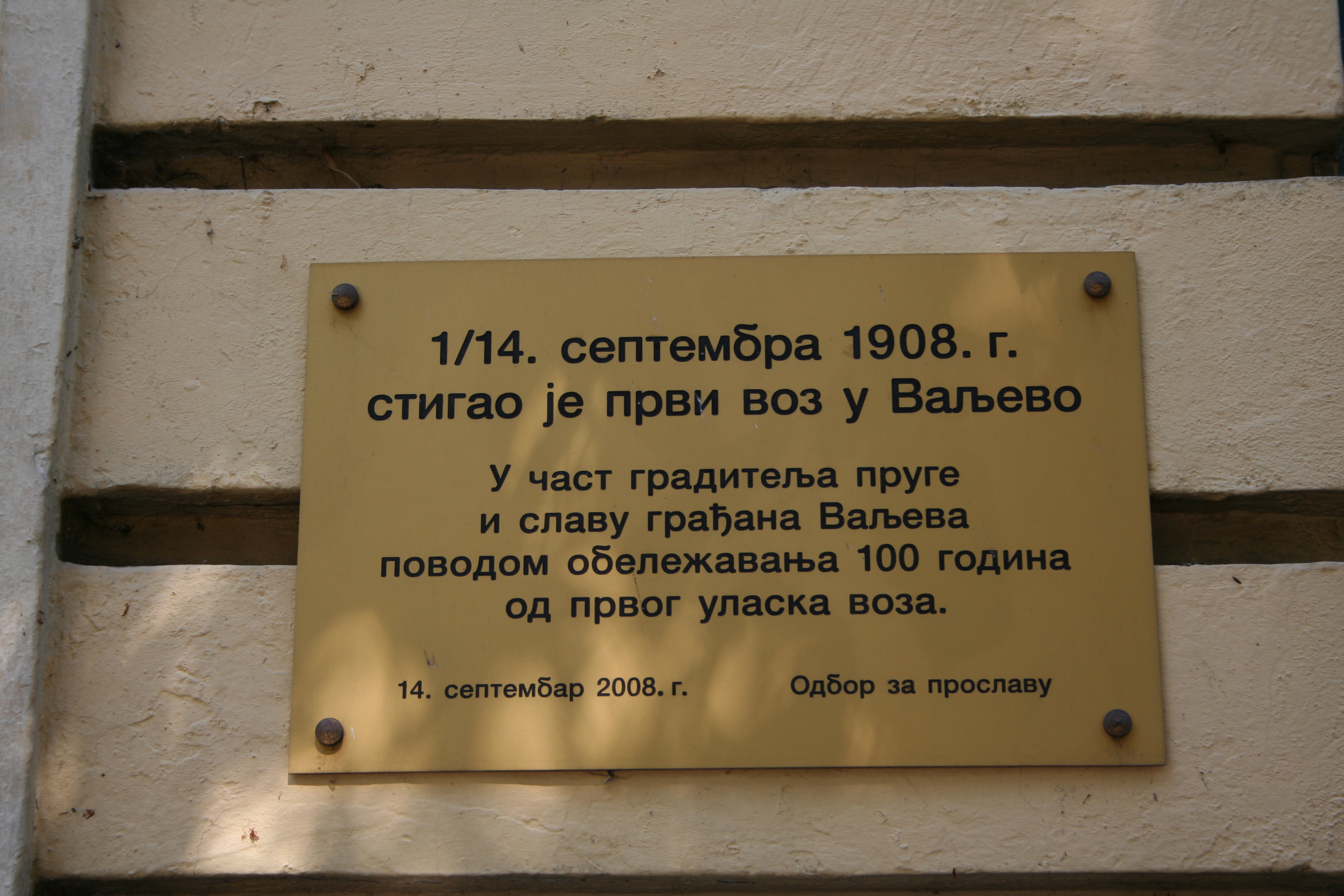
Plaque commémorative pour les cent ans de la gare.
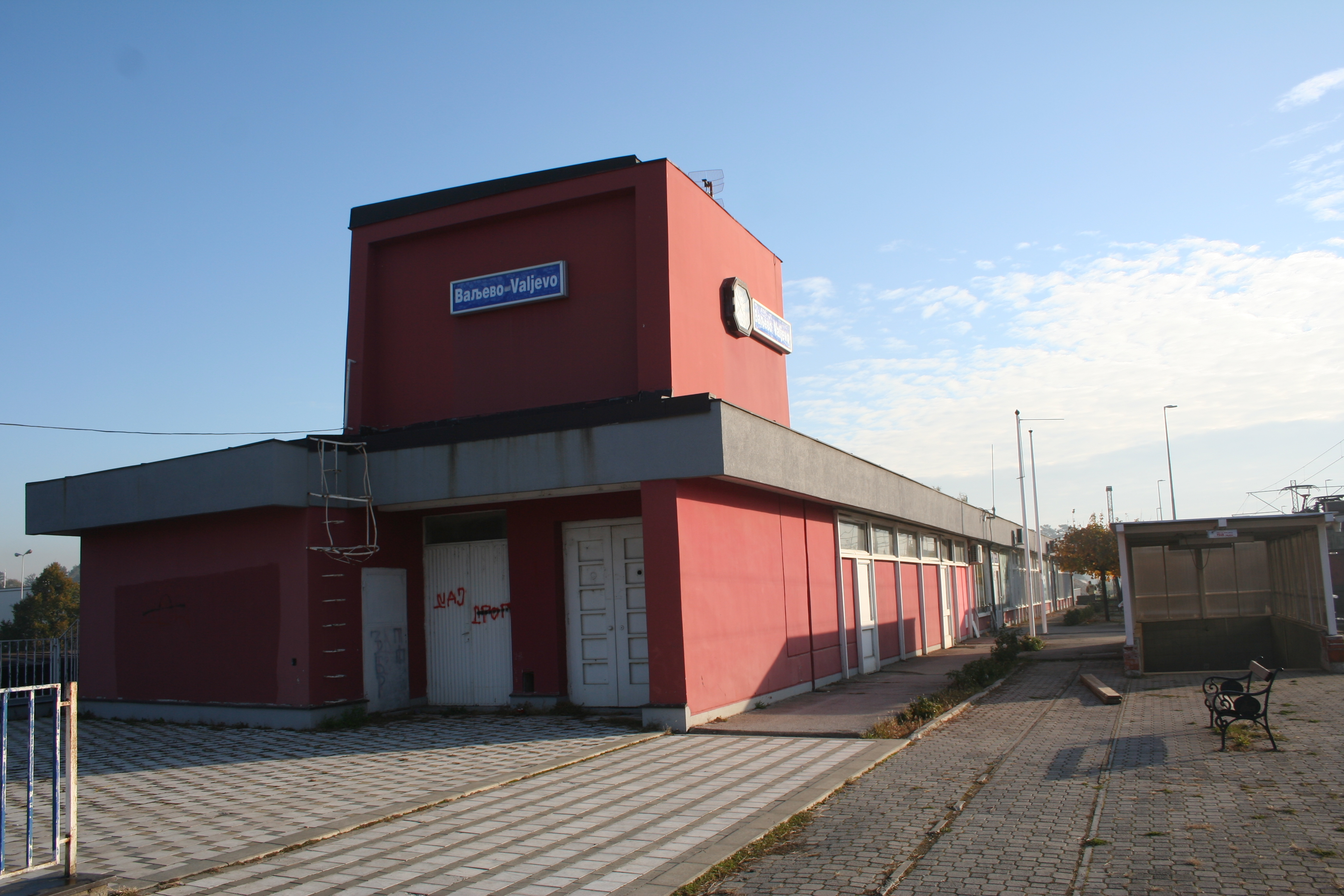
À titre de comparaison : la nouvelle gare de Valjevo.